# Mimoúrovňová křižovatka Mahovljani

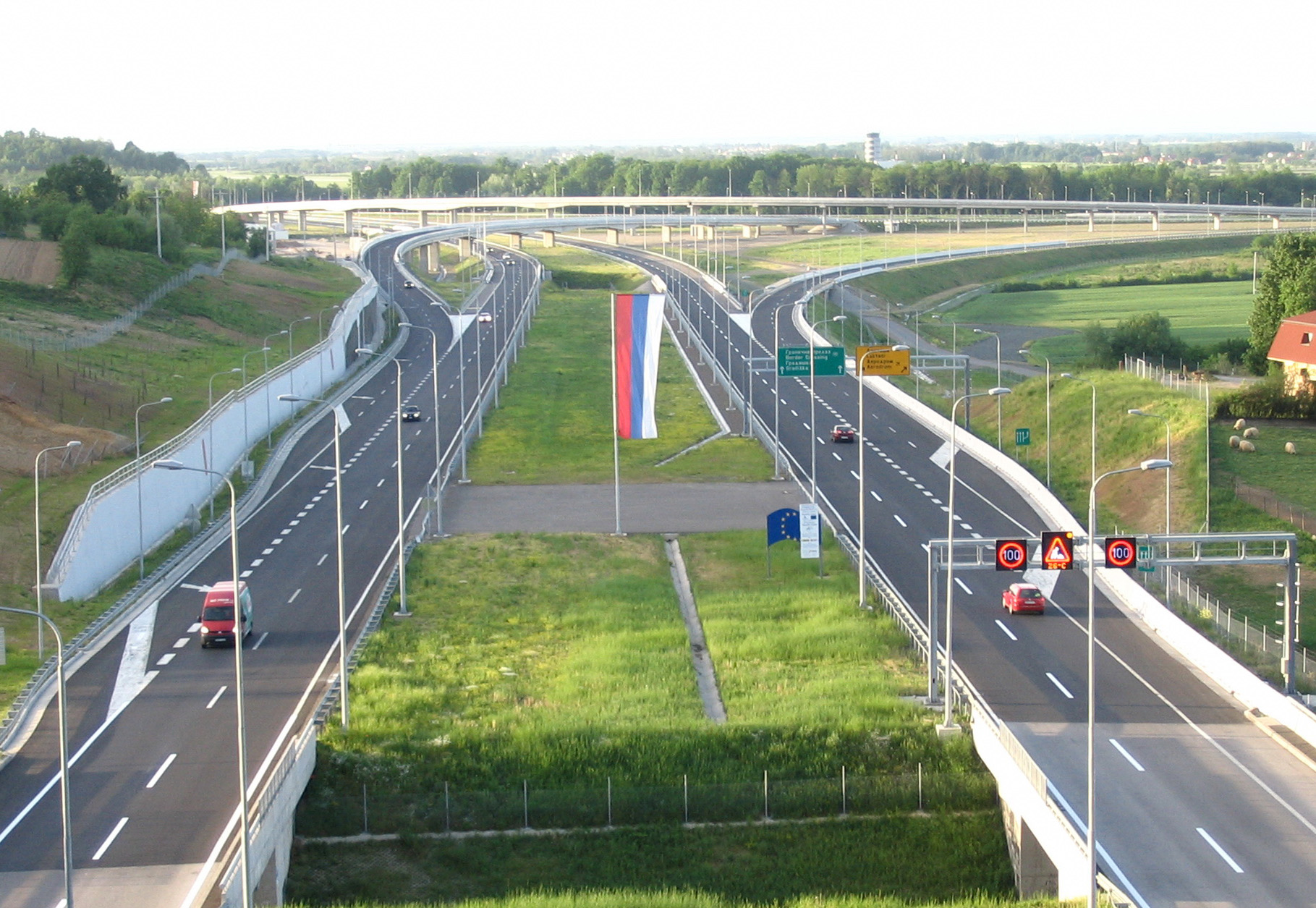
Pohled na křižovatku.

Mimoúrovňová křižovatka Mahovljani (srbsky Петља Маховљани) je mimoúrovňová křižovatka, která se nachází v Bosně a Hercegovině. Leží severně od města Banja Luka, poblíž vesnice stejného názvu a obce Laktaši. Dálniční křižovatka zajišťuje napojení města Banja Luky na bosenskou dálniční síť. Větví se do tří směrů; jižní vede do uvedeného města, severní k hranicím Chorvatska a východní k dálnici směřující do města Doboj (tzv. Dálnice 9. ledna). Křižovatka byla dána do provozu na podzim 2017. Křižovatka je doplněna veřejným osvětlením a proměnným dopravním značením.